# Karate Rock
Karate Rock ist ein italienischer Actionfilm aus dem Jahr 1990, der in Phoenix, Arizona gedreht wurde.

## Inhalt
Kevin Foster ist von der Schule geflogen und wird von seinem Vater John, einem Polizisten, in eine andere Stadt gebracht. Dort wohnt er bei Billy, einem alten Freund seines Vaters, der früher Karate-Ausbilder bei der Polizei war. An seinem neuen College gerät Kevin mit Jeff Hunter, dem Karate-Champion der Schule, und seiner Bande aneinander. Bei einem Tanzwettbewerb lernt er Jeffs Freundin Conny kennen und gewinnt mit ihr den ersten Platz. Jeff wird eifersüchtig und fordert Kevin zu einem Autorennen heraus, das dieser ebenfalls gewinnt. 
Aus Rache demoliert Jeff mit seiner Gang Kevins Auto, und als Kevin herbeiläuft, wird auch er brutal zusammengeschlagen. Kevin lässt sich von Billy in Karate trainieren, um Jeff auf seinem eigenen Gebiet zu schlagen. Bei dem entscheidenden Zweikampf sieht es zunächst schlecht für Kevin aus, aber als sein Vater auftaucht, der nie an Kevins Fähigkeiten geglaubt hatte, ihm jetzt aber Mut macht, kann Kevin Jeff besiegen.

## Rezeption
„Mixtur aus Karate- und Teenager-Film, der seine Liebesgeschichte mit einer typisch amerikanischen Erfolgsstory verbindet.“